# Tetracis impunctata
Tetracis impunctata är en fjärilsart som beskrevs av W. Warren 1897. Tetracis impunctata ingår i släktet Tetracis och familjen mätare. Inga underarter finns listade i Catalogue of Life.